# Ступаков Петро Олексійович
Петро Олексійович Ступаков ({1917, Катеринослав — 1988, Москва) — радянський футболіст і тренер. Під час футбольної кар'єри, грав на позиції нападника.

## Життєпис

### Футбольна кар'єра
Футбольну кар'єру Петро Олексійович розпочав в 1933 році у складі дніпропетровської «Сталі». Потім кілька років грав за «Динамо», після чого знову повернувся до «Сталі». В 1940 році переїхав в Москву, де грав за ряд місцевих клубів. Після війни виступав за одеський і московський «Харчовики», дніпропетровський «Металург». Закінчив кар'єру в Сталінабадская «Більшовику».

### Тренерська кар'єра
Після закінчення ігрової кар'єри працював у правліннях різних спортивних товариств. З 1955 року розпочав кар'єру тренера. Тренував ряд клубів, у тому числі луганську Зорю,  Кишинівський Буревісник, Ризьку Даугаву, казанський Рубін та інші. У 1980-их працював в Федерації футболу СРСР. У 1981—1988 роках був головою спортивного товариства «Труд».
Помер в 1988 році.

## Досягнення
- Чемпіон  Першої ліги СРСР: 1955
- Чемпіон  Другої ліги СРСР: 1968

## Нагороди та звання
- Заслужений тренер Молдавської РСР: 1956
- Заслужений тренер РРФСР: 1969